# Baryssinus modestus
Baryssinus modestus är en skalbaggsart som beskrevs av Monné 1985. Baryssinus modestus ingår i släktet Baryssinus och familjen långhorningar. Inga underarter finns listade.